# 安芸国人一揆
安芸国人一揆（あきこくじんいっき）は、室町時代に安芸国の国人たちが、周囲の大勢力に対抗するために結んだ団結（国一揆）である。

## 背景
安芸国には、古くは鎌倉時代より武田氏が守護として任じられて守護代を派遣していたが、南北朝時代に武田信武の次男である武田氏信が分家して安芸武田氏となった。しかし、室町幕府は応安元年（1368年）に氏信を守護職から解任。代わって、今川貞世・細川頼元・渋川満頼が次々に任じられた。その後は山名氏が守護を引き継ぐも十分な支配を敷くことができないまま応仁の乱により勢力は減衰。一方で、安芸武田氏も勢力を回復させるには至らなかったことから、安芸には有力な支配者がおらず、長年に渡り幕府や近隣の大勢力に振り回されることになる。そのため、安芸の国人領主たちは、相互扶助を目的として団結することで対処しようとしていた。

## 応永の安芸国人一揆
周防国・長門国を支配していた大内氏は、安芸にも勢力を拡大して安芸武田氏を圧迫、奪った領地の一部を安芸の国人たちに与えるなどして大きな影響力を持った。やがて、2代将軍の足利義詮が大内氏の防長両国の守護を認めたため、大内氏は幕府に帰順する。しかし、防長2ヶ国に加えて石見国・豊前国・和泉国・紀伊国の守護となっていた大内義弘は3代将軍足利義満の不興を買い、応永6年（1399年）に応永の乱が勃発。この戦いでは義満方が勝利したものの、応永8年（1401年）までには義弘の弟である大内盛見が幕府の処分に抵抗して勢力を盛り返したことから、大内氏は引き続き周防・長門・豊前・筑前の守護として認められていた。
一方、応永10年（1403年）に山名満氏が安芸守護に任じられるが、かつて大内氏から与えられていた所領が没収されることを恐れた安芸の国人たちは山名氏に抵抗した。山名軍は有力な国人のひとりである平賀氏を攻めて平賀弘章が籠る御薗宇城を包囲するが、国人たちの多くは平賀氏を支援した。そして、毛利氏・熊谷氏・宍戸氏・小幡氏などの国人ら33人が、応永11年（1404年）9月23日に結んだのが5か条から成る「安芸国人一揆契状」であった。これにより、御薗宇城は3年に及ぶ長期戦に持ちこたえ、平賀氏は多くの犠牲者を出しながらも山名軍の撃退に成功した。最終的に安芸国人衆は、介入してきた幕府に従うこととなったが、安芸の統治に失敗した満氏は守護識を罷免されている。

## 永正の安芸国人一揆
大内義興が当主となっていた大内氏は、足利義稙を擁して上洛しており、永正8年（1511年）には山城国の船岡山合戦で決定的な勝利を収めた。この戦いには、毛利氏を始めとする安芸の国人たちも数多く参戦しており、安芸国は大内家の強い影響下にあった。しかし、4年に渡る遠征に従っていた安芸国人衆には大内氏に対する不満も溜まっていたほか、出雲国から勢力を伸張させる尼子氏の力も安芸に伸びつつあった。そのため、義興より一足早く帰国した毛利興元の呼びかけにより、永正9年（1512年）3月3日に国人一揆契約が結ばれた。
今回の一揆で起請文に連署したのは、毛利興元・平賀弘保・小早川弘平（竹原小早川家）・吉川元経・阿曽沼弘秀・野間興勝・天野興次・天野元貞・高橋元光の9名。全て大内方に属している国人であり、大内氏に対する敵対的な一揆では無いが、「将軍や他家からの命令には、相談してから対応を決める」「合戦時には協力する」ことを盛り込み、対等な立場を維持しつつ、互いの利益を図った。また、他家に転じようとする親類・被官を受け入れないこと、喧嘩の調停を「衆中」に委ねることなど、当時起こりやすかった紛争の防止を約した。
なお、永正の一揆にも安芸武田氏（一揆締結時は大内軍と共に京で従軍中）は参加していない他、毛利氏の居城（吉田郡山城）に近いため敵対関係にあった宍戸氏（宍戸元源）、竹原小早川家の本家にあたる沼田小早川家（小早川興平）なども加わってはいない。

## 備考
- 毛利元就の生涯を描いたNHK大河ドラマ『毛利元就』では、元就が安芸国人の国人一揆を結ぶ場面で「国人領主連合」なる一種の現代語訳が用いられた（詳細は一揆の項を参照）。